# Віктор Беганський
Ві́ктор Юліа́н Бега́нський (пол. Wiktor Julian Biegański; 17 листопада 1892, Самбір, Австро-Угорщина — 19 січня 1974, Варшава, Польща) — польський театральний і кіноактор, кінорежисер, сценарист і кінопродюсер.

## Біографія
Віктор Юліан Беганський народився 17 листопада 1892 року в Самборі, Австро-Угорщина (нині Львівська область).
Після закінчення гімназії навчався в Драматичній школі Кракова. Дебют на театральній сцені відбувся в 1907 році. З 1908 року виступав у театрах Львова, Кракова, Лодзі, Тарнова, Катовиць.
Віктор Беганський є одним із зачинателів польського кінематографа. Виступав режисером мелодрам і гостросюжетних німих фільмів, займався педагогічною діяльністю.
Під час Другої світової війни жив у Кракові, де брав участь в нелегальному навчанні акторському мистецтву, співпрацював з підпільним колективом А. Мулярчика, а також з багатьма театрами окупованої Польщі. Після війни був актором і режисером низки театрів у Кракові, Катовицях, Вроцлаві, Гданську і Любліна. З 1952 року працював у Варшаві з театрами Народовий і Комедії.

## Фільмографія (вибіркова)

### Актор
| Рік  | Фільм                           | Оригінальна назва                  | Роль                  |
| ---- | ------------------------------- | ---------------------------------- | --------------------- |
| 1919 | Дворецький                      | Lokaj                              |                       |
| 1919 | Царевич                         | Carewicz                           | царевич               |
| 1919 | Чорно-біле зображення           | Blanc Et Noir                      |                       |
| 1921 | Трагедія Росії і три її епохи   | Tragedia Rosji i jej trzy epoki    |                       |
| 1921 | Крізь пекло                     | Przez piekło                       | Станіслав, рабітник   |
| 1931 | Жінка, яка сміється             | Kobieta, która się śmieje          | директор Брентон      |
| 1931 | Голос серця                     | Głos serca                         | пан Ашмор             |
| 1932 | Безіменні герої                 | Bezimienni bohaterowie             |                       |
| 1933 | Іграшка                         | Zabawka                            | Меліцький             |
| 1933 | Його превосходительство суб'єкт | Jego ekscelencja subiekt           | директор крамниці     |
| 1933 | Дванадцять стільців             | Dvanáct křesel / Dwanaście krzeseł | професор-спіритист    |
| 1934 | Співак Варшави                  | Pieśniarz Warszawy                 | Лоло, приятель Юліана |
| 1934 | Молодий ліс                     | Młody las                          | профессор Жеваков     |
| 1934 | Чорна перлина                   | Czarna perła                       | директор готелю       |
| 1934 | Чим мій чоловік зайнятий вночі? | Co mój mąż robi w nocy?            | доктор Діагнозінський |
| 1935 | Його ясновельможність шофер     | Jaśnie pan szofer                  |                       |
| 1963 | Неспокійна племінниця           | Smarkula                           |                       |
| 1964 | Перерваний політ                | Przerwany lot                      |                       |
| 1966 | Марися і Наполеон               | Marysia i Napoleon                 | аристократ            |

### Режисер і сценарист
| Рік  | Фільм                                  | Оригінальна назва                             | Режисер | Сценарист |
| ---- | -------------------------------------- | --------------------------------------------- | ------- | --------- |
| 1913 | Драма Маріацької вежі                  | Dramat Wieży Mariackiej                       | Так     | Так       |
| 1913 | Пригоди пана Антонія                   | Przygody pana Antoniego                       | Так     | Так       |
| 1921 | Пан Твардовський                       | Pan Twardowski                                | Так     | Так       |
| 1922 | Ревнощі                                | Zazdrość                                      | Так     | Так       |
| 1923 | Ідол. У мережах спокусника             | Bożyszcze. W sidłach uwodziciela              | Так     |           |
| 1923 | Безодня покаяння                       | Otchłań pokuty                                | Так     | Так       |
| 1925 | Вампіри Варшави. Таємниця таксі № 1051 | Wampiry Warszawy. Tajemnica taksówki nr. 1051 | Так     | Так       |
| 1926 | Золота лихоманка                       | Gorączka złotego                              | Так     |           |
| 1927 | Польський марафон                      | Maraton Polski                                | Так     |           |
| 1927 | Орля                                   | Orlę                                          | Так     | Так       |
| 1929 | Жінка, яка хоче грішити                | Kobieta, która grzechu pragnie                | Так     | Так       |

## Вибрані театральні ролі
- Головна роль у п'єсі Ростана «Орля»,
- Поет у виставі С. Виспянського «Весілля» та ін.
- Матущак у п'єсі Л. Рибальського «На верфі» (відзначена нагородою на фестивалі польського сучасного мистецтва у 1951 році — за режисуру і виконання ролі)